# Biegi narciarskie na Mistrzostwach Świata w Narciarstwie Klasycznym 1999
Zawody w biegach narciarskich na XXIX Mistrzostwach świata w narciarstwie klasycznym odbyły się w dniach 19 lutego - 28 lutego 1999 w austriackim mieście Ramsau.

## Wyniki zawodów

### Mężczyźni

#### 10 km techniką klasyczną
- Data 22 lutego 1999

|       | Mika Myllylä        | Finlandia | 24:19,2 |
|       | Alois Stadlober     | Austria   | 24:34,7 |
|       | Odd-Bjørn Hjelmeset | Norwegia  | 24:37,1 |
| 4     | Aleksiej Prokurorow | Rosja     | 24:38,8 |
| 5     | Bjørn Dæhlie        | Norwegia  | 24:45,6 |
| 6     | Erling Jevne        | Norwegia  | 24:46,0 |
| 7     | Jaak Mae            | Estonia   | 24:48,5 |
| 8     | Espen Bjervig       | Norwegia  | 24:52,0 |
| 9     | Michaił Iwanow      | Rosja     | 25:04,9 |
| 10    | Fulvio Valbusa      | Włochy    | 25:05,6 |
| . . . |                     |           |         |
| 39    | Janusz Krężelok     | Polska    | 26:26,3 |

#### Bieg łączony 10 + 15 km
- Data 23 lutego 1999

|       | Thomas Alsgaard     | Norwegia  | 1:05:54,9 |
|       | Mika Myllylä        | Finlandia | 1:05:55,6 |
|       | Fulvio Valbusa      | Włochy    | 1:06:17,6 |
| 4     | Jari Isometsä       | Finlandia | 1:06:18,5 |
| 5     | Jaak Mae            | Estonia   | 1:06:19,0 |
| 6     | Bjørn Dæhlie        | Norwegia  | 1:06:19,4 |
| 7     | Aleksiej Prokurorow | Rosja     | 1:06:20,1 |
| 8     | Alois Stadlober     | Austria   | 1:06:22,9 |
| 9     | Per Elofsson        | Szwecja   | 1:06:29,6 |
| 10    | Fabio Maj           | Estonia   | 1:06:30,0 |
| . . . |                     |           |           |
| 47    | Janusz Krężelok     | Polska    | 1:10:24,8 |

#### 30 km techniką dowolną
- Data 19 lutego 1999

| Medal | Zawodnik           | Narodowość | Wynik     |
| ----- | ------------------ | ---------- | --------- |
|       | Mika Myllylä       | Finlandia  | 1:15:26,2 |
|       | Thomas Alsgaard    | Norwegia   | 1:16:01,5 |
|       | Bjørn Dæhlie       | Norwegia   | 1:16:08,7 |
| 4     | Fulvio Valbusa     | Włochy     | 1:16:35,9 |
| 5     | Alois Stadlober    | Austria    | 1:16:37,4 |
| 6     | Anders Bergström   | Szwecja    | 1:16:55,3 |
| 7     | Christian Hoffmann | Austria    | 1:17:09,3 |
| 8     | Per Elofsson       | Szwecja    | 1:17:24,5 |
| 9     | Władimir Wilisow   | Rosja      | 1:17:58,2 |
| 10    | Siergiej Krianin   | Rosja      | 1:18:13,4 |

#### 50 km techniką klasyczną
- Data 28 lutego 1999

| Medal | Zawodnik         | Narodowość | Wynik     |
| ----- | ---------------- | ---------- | --------- |
|       | Mika Myllylä     | Finlandia  | 2:18:08,7 |
|       | Andrus Veerpalu  | Estonia    | 2:18:40,5 |
|       | Michaił Botwinow | Austria    | 2:19:52,3 |
| 4     | Niklas Jonsson   | Szwecja    | 2:20:35,6 |
| 5     | Alois Stadlober  | Austria    | 2:21:05,1 |
| 6     | Kristen Skjeldal | Norwegia   | 2:21:23,5 |
| 7     | Władimir Wilisow | Rosja      | 2:21:28,4 |
| 8     | Frode Estil      | Norwegia   | 2:21:44,3 |
| 9     | Anders Bergström | Szwecja    | 2:22:00,4 |
| 10    | Achim Walcher    | Austria    | 2:22:32,9 |

#### Sztafeta 4 × 10 km
- Data 26 lutego 1999

| Medal | Zawodnik                                                             | Narodowość | Wynik     |
| ----- | -------------------------------------------------------------------- | ---------- | --------- |
|       | Markus Gandler Alois Stadlober Michaił Botwinow Christian Hoffmann   | Austria    | 1:35,07,5 |
|       | Espen Bjervig Erling Jevne Bjørn Dæhlie Thomas Alsgaard              | Norwegia   | 1:35,07,7 |
|       | Giorgio Di Centa Fabio Maj Fulvio Valbusa Silvio Fauner              | Włochy     | 1:36,38,0 |
| 4     | Andreas Schlütter Axel Teichmann Janko Neuber Mark Kirchner          | Niemcy     | 1:36:53,9 |
| 5     | Harri Kirvesniemi Mika Myllylä Sami Repo Jari Isometsä               | Finlandia  | 1:36:56,3 |
| 6     | Anders Bergström Niklas Jonsson Per Elofsson Mathias Fredriksson     | Szwecja    | 1:37:50,9 |
| 7     | Michaił Iwanow Aleksiej Prokurorow Siergiej Krianin Władimir Wilisow | Rosja      | 1:38,05,6 |
| 8     | Lukáš Bauer Václav Korunka Jiří Magál Martin Koukal                  | Czechy     | 1:39,51,3 |

- Dwa pierwsze odcinki sztafety pokonywane były stylem klasycznym, a dwa ostatnie dowolnym. Biegnący na trzeciej zmianie reprezentant Austrii Michaił Botwinow upadł podczas biegu tracąc dużą przewagę nad resztą stawki wypracowaną przez kolegów. Dzięki temu Austriaków dogonili Norwegowie, a walka o złoto rozegrała się między Christianem Hoffmannem z Austrii oraz Thomasem Alsgaardem z Norwegii. Ostatecznie złoto przypadło Austriakom, którzy wyprzedzili Norwegów o zaledwie 0,2 sekundy. Polacy nie startowali.

### Kobiety

#### 5 km techniką klasyczną
- Data 22 lutego 1999

| Medal | Zawodniczka          | Narodowość | Wynik   |
| ----- | -------------------- | ---------- | ------- |
|       | Bente Martinsen      | Norwegia   | 12:49,8 |
|       | Olga Daniłowa        | Rosja      | 13:02,5 |
|       | Kateřina Neumannová  | Czechy     | 13:07,0 |
| 4     | Swietłana Nagiejkina | Rosja      | 13:14,8 |
| 5     | Nina Gawriluk        | Rosja      | 13:19,2 |
| 6     | Wałentyna Szewczenko | Ukraina    | 13:30,1 |
| 7     | Iryna Taranenko      | Ukraina    | 13:30,5 |
| 8     | Stefania Belmondo    | Włochy     | 13:33,5 |
| 9     | Kristina Šmigun      | Estonia    | 13:33,7 |
| 10    | Sophie Villeneuve    | Francja    | 13:34,5 |

#### Bieg łączony 5 + 10 km
- Data 23 lutego 1999

| Medal | Zawodniczka       | Narodowość | Wynik   |
| ----- | ----------------- | ---------- | ------- |
|       | Stefania Belmondo | Włochy     | 42:27,9 |
|       | Nina Gawriluk     | Rosja      | 42:56,8 |
|       | Iryna Taranenko   | Ukraina    | 43:02,3 |
| 4     | Anfisa Riezcowa   | Rosja      | 43:07,3 |
| 5     | Olga Daniłowa     | Rosja      | 43:14,6 |
| 6     | Kristina Šmigun   | Estonia    | 43:20,4 |
| 7     | Antonina Ordina   | Szwecja    | 43:39,0 |
| 8     | Bente Martinsen   | Norwegia   | 43:45,1 |
| 9     | Maria Theurl      | Austria    | 43:46,2 |
| 10    | Sophie Villeneuve | Francja    | 44:10,0 |

#### 15 km technika dowolną
- Data 19 lutego 1999

| Medal | Zawodniczka       | Narodowość | Wynik   |
| ----- | ----------------- | ---------- | ------- |
|       | Stefania Belmondo | Włochy     | 38:49,0 |
|       | Kristina Šmigun   | Estonia    | 39:19,4 |
|       | Maria Theurl      | Austria    | 39:43,5 |
| 4     | Elin Nilsen       | Norwegia   | 40:13,7 |
| 5     | Anfisa Riezcowa   | Rosja      | 40:23,6 |
| 6     | Olga Daniłowa     | Rosja      | 40:24,2 |
| 7     | Nina Gawriluk     | Rosja      | 41:01,5 |
| 8     | Łarisa Łazutina   | Rosja      | 41:06,3 |
| 9     | Antonina Ordina   | Szwecja    | 41:16,3 |
| 10    | Katrin Šmigun     | Estonia    | 41:19,7 |

#### 30 km techniką klasyczną
- Data 27 lutego 1999

| Medal | Zawodniczka                | Narodowość | Wynik     |
| ----- | -------------------------- | ---------- | --------- |
|       | Łarisa Łazutina            | Rosja      | 1:29:19,9 |
|       | Olga Daniłowa              | Rosja      | 1:30:53,9 |
|       | Kristina Šmigun            | Estonia    | 1:31:14,6 |
| 4     | Swietłana Nagiejkina       | Rosja      | 1:31:30,9 |
| 5     | Iryna Taranenko            | Ukraina    | 1:31:41,8 |
| 6     | Alena Sinkiewicz           | Białoruś   | 1:31:48,2 |
| 7     | Hilde Glomsås              | Norwegia   | 1:32:04,0 |
| 8     | Natalia Baranowa-Masałkina | Rosja      | 1:32:26,5 |
| 9     | Maria Theurl               | Austria    | 1:32:38,2 |
| 10    | Gabriella Paruzzi          | Włochy     | 1:33:14,8 |

#### Sztafeta 4 × 5 km
- Data 26 lutego 1999

| Medal | Zawodniczka                                                                      | Narodowość | Wynik   |
| ----- | -------------------------------------------------------------------------------- | ---------- | ------- |
|       | Olga Daniłowa Łarisa Łazutina Anfisa Riezcowa Nina Gawriluk                      | Rosja      | 53:05,9 |
|       | Sabina Valbusa Gabriella Paruzzi Antonella Confortola Stefania Belmondo          | Włochy     | 54:30,4 |
|       | Viola Bauer Ramona Roth Evi Sachenbacher Sigrid Wille                            | Niemcy     | 55:13,7 |
| 4     | Maj Helen Sorkmo Anita Moen Elin Nilsen Bente Martinsen                          | Norwegia   | 55:16,7 |
| 5     | Sylvia Honegger Andrea Huber Brigitte Albrecht Loretan Natascia Leonardi Cortesi | Szwajcaria | 55:31,7 |
| 6     | Maryna Pestriakowa Wałentyna Szewczenko Iryna Taranenko Wita Jakymczuk           | Ukraina    | 55:42,9 |
| 7     | Zuzana Kocumová Kateřina Neumannová Petra Letenská Kateřina Hanusová             | Czechy     | 55:44,4 |
| 8     | Anna Frithioff Karin Öhman Antonina Ordina Anette Fanqvist                       | Szwecja    | 55:46,2 |

- Dwa pierwsze odcinki sztafety pokonywane były stylem klasycznym, a dwa ostatnie dowolnym. Polki nie startowały.

## Klasyfikacja medalowa dla konkurencji biegowych MŚ
| Pozycja | Państwo   | złoto | srebro | brąz | razem |
| ------- | --------- | ----- | ------ | ---- | ----- |
| 1.      | Finlandia | 3     | 1      | 0    | 4     |
| 2.      | Rosja     | 2     | 3      | 0    | 5     |
| 3.      | Norwegia  | 2     | 2      | 2    | 6     |
| 4.      | Włochy    | 2     | 1      | 2    | 5     |
| 5.      | Austria   | 1     | 1      | 2    | 4     |
| 6.      | Estonia   | 0     | 2      | 1    | 3     |
| 7.      | Czechy    | 0     | 0      | 1    | 1     |
| =.      | Niemcy    | 0     | 0      | 1    | 1     |
| =.      | Ukraina   | 0     | 0      | 1    | 1     |